# Dick Quax
Dick Quax (Alkmaar, Países Bajos; 1 de enero de 1948-Auckland, Nueva Zelanda; 28 de mayo de 2018) fue un atleta y medallista olímpico neozelandés de origen neerlandés, especializado en la prueba de 5000 m en la que llegó a ser subcampeón olímpico en 1976. También desempeñó una carrera política por la vía independiente.
Falleció el 28 de mayo de 2018 a los 70 años víctima de cáncer.

## Carrera deportiva
En los JJ. OO. de Montreal 1976 ganó la medalla de plata en los 5000 metros, con un tiempo de 13:25.16 segundos, llegando a meta tras el finlandés Lasse Virén y por delante del alemán Klaus-Peter Hildenbrand (bronce).